# سدونا، استرالیای جنوبی
سدونا (به انگلیسی: Ceduna) یک شهرک در استرالیا است که در استرالیای جنوبی واقع شده‌است.